# Francesco Zicchieri
Francesco Zicchieri (Alatri, 31 maggio 1978) è un politico italiano.

## Biografia
Nato ad Alatri (Frosinone), da sempre vive a Terracina (Latina); è sposato e ha due figli.

### Attività politica
Nel 2006 viene eletto Consigliere comunale a Terracina con AN, venendo rieletto nel 2011 con il PdL. Il 16 novembre 2013, con la sospensione delle attività del Popolo della Libertà, resta come indipendente in Consiglio comunale. Nel 2015 aderisce alla Lega, partito con cui viene rieletto consigliere a Terracina nel 2016.
Nel 2017 diventa Coordinatore regionale della Lega nel Lazio.
Alle elezioni politiche del 2018 viene eletto alla Camera dei Deputati, nel collegio uninominale di Frosinone sostenuto dal centro-destra (in quota Lega). Nel luglio del 2022 lascia la Lega aderendo al gruppo parlamentare di Italia Viva. Tuttavia decide di non ricandidarsi alle elezioni anticipate del 25 settembre di quell’anno.
Nel dicembre del 2023 diventa Coordinatore regionale di Sud chiama Nord nel Lazio. Pochi mesi dopo, tuttavia, annuncia il suo rientro nella Lega.

## Controversie
Zicchieri è stato oggetto di polemica per alcuni post pubblicati sul suo profilo Facebook nel 2015, in cui Zicchieri dichiara di essere fascista. Questi sono i post su cui si è incentrata la polemica:
- "Se essere fascista significa amare la propria patria io sono fascista", con sullo sfondo una Croce Celtica.
- "Prima degli stipendi dei ministri, vengono gli stipendi dell’amato popolo italiano, perché i ministri sono dei servitori dell’amata patria, quindi dell’amato popolo", accanto ad una foto di Benito Mussolini.